# 嵐正人
嵐 正人（あらし まさと、1982年〈昭和57年〉4月29日 - ）は日本の政治家。山形県西置賜郡飯豊町長（1期）。

## 人物
飯豊町萩生生まれ。2001年（平成13年）3月、山形県立長井高等学校卒業。卒業後は飯豊町役場職員に採用。2024年（令和6年）3月に退職。

### 2024年飯豊町長選挙
2024年（令和6年）10月27日投開票の飯豊町町長選挙において、前副町長との一騎打ちを制して初当選を果たした。
※当日有権者数：5,416人 最終投票率：82.68%（前回比：-pts）
| 候補者名 | 年齢 | 所属党派 | 新旧別 | 得票数  | 得票率 | 推薦・支持 |
| -------- | ---- | -------- | ------ | ------- | ------ | ---------- |
| 嵐正人   | 42   | 無所属   | 新     | 2,247票 | 50.49% | -          |
| 高橋弘之 | 56   | 無所属   | 新     | 2,203票 | 49.51% | -          |

同年11月7日に就任した。

## 政策
- 令和6年10月の町長選選挙公報において、「飯豊町に新しい風を！飯豊町の未来は選択と集中」として、電池バレー構想に区切りをつけて日々の暮らし第一の行政運営に集中することや、義務教育学校への移行に待ったをかけ、保護者・地域・子ども達が望む学校を創ることなどを訴えた。
- 前町長が誘致したものの、定員割れで募集停止した電動モビリティシステム専門職大学について、当初引き継ぐ交渉をしていた[5]。しかし、その後交渉が不調に終わったため、承継の協議で離脱する意向を表明した[6]。そして、「電池バレー」構想については一定の成果が出たとして、終了する考えを示している[6]。